# PCDH10
PCDH10‏ (Protocadherin 10) هوَ بروتين يُشَفر بواسطة جين PCDH10 في الإنسان.